# Dominique Mamberti
Dominique François Joseph Mamberti (n. 7 martie 1952, Marrakech, Marocul francez) este din 28 octombrie 2024 cardinalul protodiacon al Bisericii Catolice, calitate în virtutea căreia a rostit formula Habemus papam și a anunțat numele papei care a fost ales de conclavul din 2025.
Între 15 septembrie 2006-8 noiembrie 2014 a fost secretar pentru Relațiile cu Statele, ministrul de externe al Cetății Vaticanului și al Sfântului Scaun. De origine franceză, născut în Maroc, Dominique Mamberti este un bun cunoscător al culturii și limbii arabe.
În data de 14 februarie 2015 a fost ridicat de papa Francisc la treapta de cardinal.